# Émirat du Liptako
1809 – 30 avril 1897
L'émirat du Liptako a été fondé en 1809-1810 dans le nord-est de l'actuel Burkina Faso par des Peuls venus du Macina ou du Gourma qui se sont installés dans la région vers le XVIIe siècle. Il couvre l'actuelle région de Dori, c'est-à-dire la province du Séno

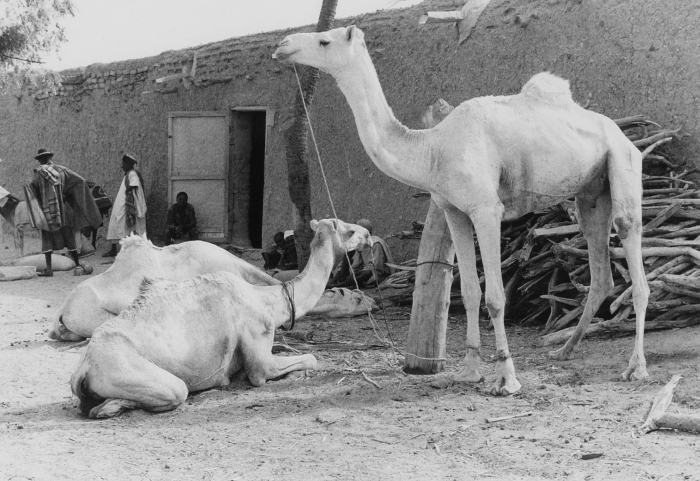
Dromadaires au palais de Dori (1974)

## Histoire
Selon la tradition orale, les Peuls Férobé, jusque là appelés Sondeebe, sont venus de l'empire du Macina, quittant ce dernier sous la férule d'un frère qui, disputant le trône à son autre frère, a préféré partir en exil. Ils s'installent dans un village, Wendou, et se mêlent aux Peuls autochtones qu'ils trouvent sur place (en principe depuis moins d’un siècle) et qui appartiennent à différents clans au nombre de trois (Toroobe, Wakambe et Sillube) ou six (Kurojiibe, Toroobe, Wakambe, Jallobe et Baabe, Tabalabadio) selon les sources.
Mais un conflit les divise et une partie des Peuls Torobé autochtones migrent vers Sebba et vers les villages de Torodi (du Burkina et du Niger) et une autre partie à Dori, acceptant le joug des Gourmantché qui contrôlent la région. Toutefois, les Peuls finissent par se révolter contre ces derniers.
Les Peuls Ferobé viennent à leur secours. Brahima Seydou Birmali envoie alors auprès du sultan du Sokoto, Usman dan Fodio une délégation de Toroobe, Wakambe et Feroobe. Le combat reçoit la bénédiction d'Usman dan Fodio qui remet la bannière du combat, transformant la révolte populaire des Peuls contre le pouvoir oppressif des Gourmantché en un véritable djihad. La bataille décisive se déroule au bord du Yayré, marigot d’où est issue la mare de Dori, et se solde par la défaite des Gourmantché. Le chef de la rébellion, Brahima Seydou fonde l'émirat du Liptako en 1809-1810.
Le nom Liptako ou Liptaako aurait été suggéré à Brahima Seydou Birmali par Usman dan Fodio lui-même. Liptako signifie « l’indomptable » (littéralement « impossible à terrasser », de liba qui veut dire « terrasser », et ta-a-ko qui signifie « on ne peut pas »).
Les deux premiers émirs, avec Saalu Hamma, sont des hommes « justes et pieux », ce qui n'est plus le cas à partir de Sori Hamma (1832/33-1860/61), à l'exception de Seeku Saalu (1860/61-1886/87).
L'émirat du Liptako devient un Etat esclavagiste, qui compte le plus d’esclaves dans la colonie du Soudan (50 000 pour autant d’hommes libres) et s'enferme tout au long de son histoire dans le cercle vicieux « des guerres pour les esclaves, des esclaves pour les guerres », ce qui le pousse à guerroyer dans toutes les directions.
L'aristocratie Férobé, malgré la pression militaire touarègue permanente, prospère, s'appuyant sur des troupes essentiellement constituées de Rimaïbé, la classe servile traditionnelle, tout en reléguant les autres clans peuls, à commencer par les Tooroɓɓe, au second plan. Ces derniers finissent d'ailleurs par se désolidariser de l'élite au pouvoir
Les Gourmantché de Koala infligent aux Peuls une défaite mémorable à Koala même, en 1887-88.
Le 30 avril 1897, les troupes françaises établissent la domination coloniale. L'émirat continue formellement à exister jusqu'en 1963, date de son abolition par le président Maurice Yaméogo, le premier président de la République de Haute-Volta (actuel Burkina Faso), après avoir perdu tout prestige.

## Émirs
L'émir actuel est Ousmane Amirou Dicko, qui a succédé à son père le 30 juin 2011, après des études (lycée et université) au Canada (1977-2000), puis après avoir travaillé de 1996 à 2009 dans le domaine de la santé, comme assistant de recherche puis comme microbiologiste et gestionnaire, directeur de projets internationaux et enfin comme directeur général export de plusieurs firmes de fabrication pharmaceutiques canadiennes. Il est également président du Conseil régional de la chefferie coutumière et traditionnelle du Sahel (CRCCT/S).